# Meme Run
Meme Run — бесконечный раннер, созданный американской независимой студией разработчиков видео-игр Ninja Pig Studios (Джордан Шуц и его брат) специально для интернет-магазина игровой приставки Wii U. В игре широко используются известные интернет-мемы, например, игровой персонаж — это фигурка с головой тролля, а сами игровые платформы состоят из эмотиконов «Lenny face». Игра ориентируется, как на обычную игровую аудиторию, так и на хардкорных игроков, тем не менее она подверглась широкой критике до и после её выпуска.
Игра была удалена из магазина Nintendo eShop 3 марта 2015 года по требованию художника Карлоса Рамиреса, так как разработчики, используя мем «trollface» нарушали авторское право.

## Игровой процесс
В Meme Run игрок управляет фигуркой с головой тролля. Персонаж должен преодолевать процедурно сгенерированные двухмерные уровни, перепрыгивая препятствия или скользя под ними, пока он не окажется в ловушке между постоянно скользящим экраном и препятствием или не упадет в яму. По мере прохождения, игрок собирает очки и может публиковать их на сайте Miiverse. Уровни состоят из повторяющегося интернет-мема «Lenny face» и на протяжении всей игры появляются другие мемы, такие как например гудок из Wombo Combo, когда игрок подбирает предмет, являющейся отсылкой к игре Super Smash Bros.

## Разработка и выпуск
Разработкой игры занималась независимая студия Ninja Pig Studios, куда входит 20-ти летний (в 2014 году) разработчик Джордан Шютца и его брат. Игра отличается обилием интернет-мемов, описанная редакцией Joystiq как «бесконечный раннер, наполненный интернет-мемами (да, реально)». Игра создавалась, чтобы понравится как и обыкновенной игровой аудитории, так и угодить хардкорным игрокам, предлагая как простые, интуитивно понятные элементы управления, так и трудные препятствия, когда персонажу удаётся достаточно далеко продвинуться.
Игра подверглась критике ещё до своего выпуска. В ответ Шютц ответил, что это была пародия, предназначенная для «троллинга» пользователей, и назвал ее «Главной игрой 2014 года». Тем не менее, друзья Шуца из колледжа утверждали, что наслаждались игрой. Meme Run была выпущена 18 декабря 2014 года для онлайн-сервиса Wii U. Это также была вторая выпущенная братьями игра, первая под названием IQ Test представляла из себя головоломку и была негативно принята игроками. Шютц, комментируя о дальнейших планах разработки игр назвал это «секретом».
5 января 2015 года Meme Run была включена в голосование Steam Greenlight, в попытке выпустить игру в Steam, выпуск так и не состоялся из-за закрытия Steam Greenlight 6 июня 2017 года.
3 марта 2015 года Meme Run была удалена из интернет-магазина Wii U без публичного объявления. Страница обсуждения игры на Miiverse также была удалена. На сайте Reddit был опубликован пост предположительно от владельца авторского права мема «trollface», который утверждал, что отправил уведомление в DMCA с требованием убрать Meme Run из их онлайн-магазина Nintendo. Согласно утверждению Шуца, Meme Run провалилa юридические проверки Nintendo как минимум три раза.

## Критика
| Иноязычные издания  | Иноязычные издания |
| Издание             | Оценка             |
| ------------------- | ------------------ |
| Nintendo Life       | 1/10               |
| Nintendo News       | [ 12 ]             |
| Nintendo Enthusiast | 2/10               |

Ещё перед выпуском игры, Марк Серрелс с сайта Kotaku назвал игру «ужасающей» и высказал мнение, что «просто наблюдать за этой видеоигрой — это подлинное понимание того, что значит быть безумным». После выхода, игра была разгромлена игровыми критиками. Штатный писатель NintendoLife Ли Мейер дал Meme Run самую низкую оценку, назвав её, возможно, «одной из худших игр вне зависимости от платформы в этом году» и заявив, что она определенно не стоит своей цены в 4,99 доллара США. Мейер указал на слишком обильное использование мемов, а также подверг критике привередливые элементы управления. Критик предположил, что намерение разработчиков банально состояло в том, чтобы способствовать распространению интернет-мемов, но им не удалось этого сделать.